# Barsakelmes
Barsakelmes (kazaško Барсакелмес) je nekdanji otok v Aralskem jezeru. Leži v Kazahstanu 180 kilometrov jugozahodno od mesta Aralsk. Njegovo ime v kazaščini pomeni »pojdeš, se ne vrneš«.
Prvo raziskovalno ekspedicijo na otoku je v letih 1848–49 vodil Aleksej Butakov, ki mu je na otoku postavljen spomenik. Član odprave je bil tudi ukrajinski umetnik Taras Ševčenko, ki je pokrajino upodobil na risbah.
V 60. letih dvajsetega stoletja je otok še meril 23 krat 7 kilometrov, nakar se je zaradi usihanja Aralskega jezera začel naglo povečevati. Leta 1997 se je staknil s celino in postal najprej polotok, nato pa plato sredi puščavskega nekdanjega jezerskega dna. Njegova površina je prekrita s peščenimi sedimenti in solmi. Bližina vode iz leta v leto variira.
Od leta 1939 je območje otoka zaščiteno kot naravni rezervat Barsakelmes. Rezervat z nekdaj veliko biotsko pestrostjo – popisanih je bilo med drugim 257 vrst semenk, 107 vrst pajkov, 211 vrst ptic in 12 vrst sesalcev, med katerimi so bili najbolj prepoznavni antilopa sajga, golšava gazela (Gazella subgutturosa), kulan (Equus hemionus kulan), evrazijski volk (Canis lupus lupus) in lisica (Vulpes corsac) – je zaradi pomanjkanja vode in zasoljevanja prsti izgubil večino rastlinstva in živalstva. Del živali so pred popolno izsušitvijo preselili v druge kazahstanske rezervate.
Po otoku je ime dobil pajek skakač Sitticus barsakelmes.